# Maria Ann Smith

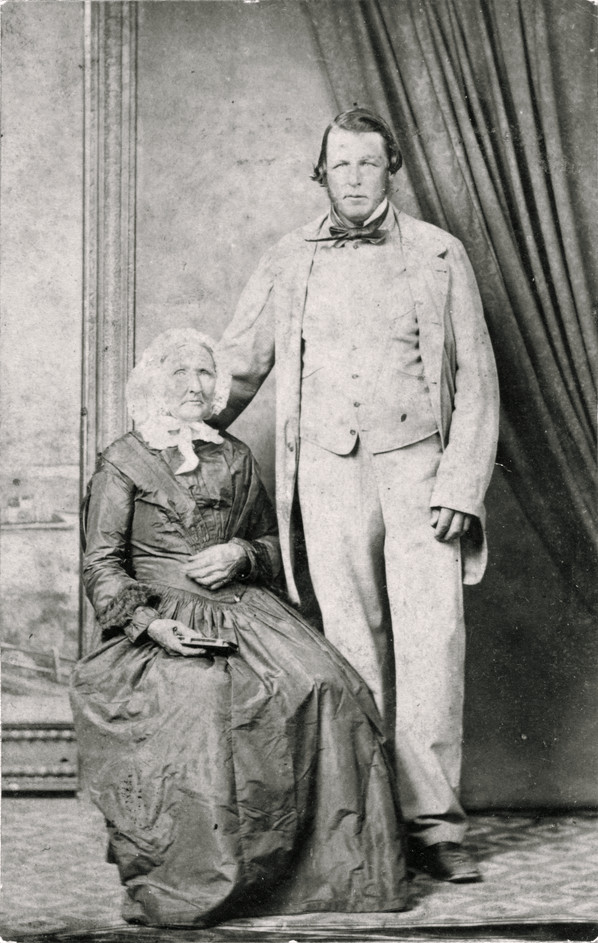
"Granny" Smith (1799–1870)

Maria Ann "Granny" Smith (1799 – 9 tháng 3 năm 1870) là một người trồng cây ăn trái người Úc gốc Anh đã phát triển việc trồng táo Granny Smith một cách rộng rãi.

## Tuổi thơ
Maria Ann Sherwood sinh năm 1799 tại Peasmarsh thuộc quận Sussex của Anh, và đã được rửa tội vào ngày 5 tháng 1 năm 1800 trong nhà thờ Pezzarsh của St Peter và St Paul. Bà là con gái của John Sherwood, một nông dân, và vợ ông, Hannah, nhũ danh Wright. Maria bắt đầu làm việc như một nông dân và kết hôn với một người nông dân tên Thomas Smith (1799-1876) từ vùng Beckley gần đó, vào ngày 8 tháng 8 năm 1819 tại Ebony, Kent. Cả hai đều mù chữ. Hai vợ chống sống ở Beckley, Sussex trong 19 năm tiếp theo, trong thời gian đó Maria sinh tám đứa con, trong đó ba đứa con đã chết khi còn nhỏ.
Gia đình Smith di cư đến New South Wales như những người định cư tự do thuộc chương trình Bounty Scheme của chính phủ NSW, đến Sydney trên con tàu Lady Nugent vào ngày 27 tháng 11 năm 1838. Thomas tìm được việc làm với một người định cư tại khu vực trồng hoa quả của Kissing Point, gần Ryde, nơi hầu như không có người định cư và được biết đến với tên Dark Country. Ông và Maria ở trong khu vực đó trong suốt quãng đời còn lại. Cho đến năm 1856, Thomas mua hai mảnh đất cho một vườn cây ăn quả, với diện tích khoảng 24 mẫu Anh (9,7 ha) ở rìa Khu bảo vệ thực vật  Sao Hỏa gần Eastwood với giá 605 bảng.
Khí hậu phát triển trái cây tốt của Ryde cho phép họ cung cấp sản phẩm tươi sống cho thị trường Sydney, và chúng được vận chuyển bằng xe ngựa hoặc bằng giỏ hàng hoặc bằng thuyền qua sông Parramatta. Maria cũng đến các chợ trái cây, nơi bà kinh doanh những chiếc bánh trái cây tự chế biến của mình, và bà đã có một danh tiếng đáng nể.

## Sự phát triển của táo Granny Smith
Năm 1868, một người bán sỉ tại các chợ ở Sydney đã đưa cho Maria một hộp táo của Pháp trồng tại Tasmania để dùng làm bánh. Sau khi sử dụng chúng, bà vứt bỏ vỏ và hạt còn lại lên một đống ủ phân gần một con lạch ở trang trại của mình. Vài tháng sau, bà quan sát thấy cây phát triển từ đống phân. Bà chăm sóc nó cẩn thận và nó sinh quả. Năm 1876, sau khi Maria và Thomas qua đời, nhà trồng hoa địa phương Edward Gallard đã mua một phần của trang trại Smith và phát triển cây giống 'Granny Smith', trồng một số lượng lớn những cây này, từ đó ông bán một lượng cây táo đó hàng năm cho đến khi ông qua đời vào năm 1914. Vỏ táo trơn và chất lượng tốt của trái cây cho thấy nó liên quan đến chi Hải đường. Giống táo này được đặt tên "Granny" Smith để vinh danh người phụ nữ đầu tiên đã trồng nó.